# William G. Tucker
William G. Tucker (Caïro, 1935) is een Engels-Amerikaanse beeldhouwer en wetenschapper moderne kunst.  

## Zijn leven
In 1937 keerde de familie Tucker vanuit Egypte terug naar Engeland, waar William Tucker zijn latere opleiding ontving. Hij bezocht van 1955 tot 1958 de Universiteit van Oxford voor een studie geschiedenis.  Vervolgens studeerde hij beeldhouwen aan de Central School of Art en St Martins School of Art (nu bekend als Central Saint Martins College of Art and Design) in Londen, waar Anthony Caro zijn docent was. In 1965 werd een tentoonstelling georganiseerd in de Whitechapel Art Gallery. Tucker werd met beeldhouwers als David Annesley, Michael Bolus, Phillip King en Tim Scott bekend als de New Generation.  In 1966 was hij naast Caro de exposant, tijdens de tentoonstelling "Primary Structures" in het Jewish Museum in New York, met zijn serie beelden genaamd "Meru". Tucker was gedurende twee jaar, van 1968 tot 1970, als Gregory Fellow verbonden aan het Fine Arts Department van de Universiteit van Leeds. Hij vertegenwoordigde in 1972 Engeland bij de  Biënnale van Venetië.  Tucker is ook auteur en schreef in 1974 The Language of Sculpture (Thames & Hudson, Londen), welke publicatie in 1978 in de Verenigde Staten werd uitgegeven onder de titel Early Modern Sculpture bij  Oxford University Press in New York.
Hij verhuisde in hetzelfde jaar naar New York en doceerde achtereenvolgens aan de Columbia-universiteit en de New York Studio School of Drawing, Painting and Sculpture.  Hij ontving diverse stipendia, zoals de Guggenheim Fellowship (beeldhouwkunst) in 1981 en de National Endowment for the Arts in 1986.  Tucker verkreeg in 1985 de Amerikaanse nationaliteit.

## Zijn werk
Het werk van Tucker bevindt zich in vele collecties van musea en beeldenparken, zoals:
- Tate Modern, Londen (met 37 werken)
- Courtauld Institute of Art, Londen
- Royal Academy of Arts Collection, Londen
- Cass Sculpture Foundation, Goodwood/Engeland
- Walker Art Center, Minneapolis
- Hirshhorn Museum and Sculpture Garden, Washington D.C.
- Indiana Museum of Art, Indiana
- Nasher Sculpture Center, Dallas/Texas
- Franklin D. Murphy Sculpture Garden, UCLA/Los Angeles
- DeCordova Sculpture Park and Museum, Lincoln (Massachusetts)